# Juan Luis Guirado
Juan Luis Guirado Aldeguer, detto Juani (Malaga, 27 agosto 1979), è un ex calciatore spagnolo naturalizzato filippino, di ruolo difensore o centrocampista.
È fratello maggiore di Ángel Guirado, anch'egli calciatore professionista, di ruolo attaccante.

## Biografia
Guirado è nato a Malaga, da padre spagnolo e madre filippina, originaria di Ilagan, Isabela. Ha un fratello minore, anch'egli calciatore professionista, Ángel Guirado.
È inoltre cugino di Caloy Garcia, allenatore di pallacanestro nella PBA, e dell'attrice e modella Coleen Garcia.